# 1940年東京府会議員選挙
1940年東京府会議員選挙（1940ねんとうきょうふかいぎいんせんきょ）は、東京府の議決機関である東京府会を構成する議員を全面改選するため、1940年6月10日に投票が行われた選挙である。

## 概要
この2年後に東京都制が施行され、東京都に東京都議会が設置されるため、最後の東京府会議員選挙となった。

## 基礎データ
- 投票日：1940年6月10日[1]
- 議員定数：112名
- 選挙区：24選挙区
- 投票率：61.40％[2]

## 当選した議員
| 北多摩郡 | 小川孝喜   | 小野熊太郎 | 秋本録之助 | 南多摩郡 | 落合元一 | 田代正芳 |
| 西多摩郡 | 岩浪光二郎 | 並木俊蔵   |            | 島嶼     | 菊池民一 |          |